# Neobrotica septemmaculata
Neobrotica septemmaculata är en skalbaggsart som beskrevs av Blake 1966. Neobrotica septemmaculata ingår i släktet Neobrotica och familjen bladbaggar. Inga underarter finns listade i Catalogue of Life.